# コナミデジタルエンタテインメント発売の製品一覧
コナミデジタルエンタテインメント発売の製品一覧（コナミデジタルエンタテインメントはつばいのせいひんいちらん）は、同社または同社が分社元のコナミホールディングス（旧コナミ工業→コナミ）から権利を引き継いだゲーム・玩具などの製品及び事業の一覧である。
2016年11月1日付で、アーケードゲームの各種権利はコナミアミューズメントへ再移管された。
コナミデジタルエンタテインメントに吸収合併されたハドソンから発売されていた製品はこちらを参照。

## コンピュータゲーム

### アクションゲーム
- ターピン
- 新入社員とおるくん
- サンセットライダーズ
- マンハッタン24分署
- グリーンベレー
- 大列車強盗
- メタモルフィックフォース
- クライムファイターズシリーズ
  - クライムファイターズ
  - クライムファイターズ2
- メタルギアシリーズ
- がんばれゴエモンシリーズ
- 悪魔城ドラキュラシリーズ
- 魂斗羅シリーズ
  - 魂斗羅
  - SUPER魂斗羅
  - 魂斗羅スピリッツ
  - 魂斗羅ザ・ハードコア
  - 真魂斗羅
  - NEO CONTRA
  - 魂斗羅デュアルスピリッツ
- けっきょく南極大冒険シリーズ
  - 夢大陸アドベンチャー
- ポイッターズ・ポイントシリーズ
- ワイワイワールドシリーズ
  - コナミワイワイワールド
  - ワイワイワールド2 SOS!!パセリ城
- タイニートゥーンアドベンチャーズシリーズ
- ツインビー レインボーベルアドベンチャー
- 月風魔伝
- バイオミラクル ぼくってウパ
- ZONE OF THE ENDERS（Z.O.E）シリーズ
  - ZONE OF THE ENDERS Z.O.E
  - ANUBIS ZONE OF THE ENDERS
- サーカスチャーリー
- スパークスター
- イー・アル・カンフーシリーズ
  - イーガー皇帝の逆襲
  - 少林寺への道
- OZ -オズ-
- プーヤン
- Qバート
- ロックンロープ
- ジャングラー
- ジャージーデビルの大冒険
- フロッガー
- ブロークンヘリックス
- ツタンカーム
- 特殊部隊ジャッカル
- ウシャス
- ミスティックウォリアーズ
- 究極戦隊ダダンダーン
- アウトバースト
- ボンバーガール
- エレビッツシリーズ
  - Elebits
  - エレビッツ カイとゼロの不思議な旅

### 対戦格闘ゲーム
- イー・アル・カンフー
- マーシャルチャンピオン
- ドラグーンマイト
- ファイティング武術シリーズ
  - FIGHTING武術
  - FIGHTING武術2nd
- ライトニングレジェンド 大悟の大冒険
- らくがきっず
- 悪魔城ドラキュラ ジャッジメント

### アクションロールプレイングゲーム
- ガイアポリス 〜黄金鷹の剣〜
- 魔城伝説II ガリウスの迷宮 - 前作はシューティングゲーム
- 魔城伝説II 大魔司教ガリウス
- 悪魔城ドラキュラシリーズ - 「月下の夜想曲」などの探索型
- ドラゴンスクロール 蘇りし魔竜
- スナッチャーシリーズ
  - SDスナッチャー
- ボクらの太陽シリーズ
  - ボクらの太陽
  - 続・ボクらの太陽 太陽少年ジャンゴ
  - 新・ボクらの太陽 逆襲のサバタ
- エスパードリームシリーズ
  - エスパードリーム
  - エスパードリーム2
- まじかるめでぃかる
- ガンサイト

### ロールプレイングゲーム
- 魍魎戦記MADARAシリーズ
  - 魍魎戦記MADARA
  - 魍魎戦記MADARA2
- ラグランジュポイント
- がんばれゴエモンシリーズ（外伝を含む） 
  - がんばれゴエモン外伝 きえた黄金キセル
  - がんばれゴエモン外伝2～天下の財宝～
  - がんばれゴエモン～天狗党の逆襲～
  - がんばれゴエモン～もののけ道中飛び出せ鍋奉行!～
- ゴッドメディスン
- カーブノア
- ツインビーRPG
- サバイバルキッズ
- アザーライフ アザードリームス
- 銃鋼戦記バレットバトラー
- ムゲンボーグ
- 幻想水滸伝シリーズ
- HYBRID HEAVEN
- ラビリンスの彼方
- FRONTIER GATE

### アクションシューティングゲーム
- スティールクロニクル

### シューティングゲーム

#### 1985年以前
- カミカゼ (レジャック)
- スペースキング
- スペースウォー
- ジ・エンド
- スクランブル
- スーパーコブラ
- タイムパイロット、タイムパイロット'84
- プーヤン
- ジャイラス
- ジュノファースト
- メガゾーン（OVA作品のメガゾーン23とは無関係）
- タクティシャン

#### 1985年以後
- 魔獣の王国
- 魔城伝説
- グラディウスシリーズ
  - グラディウス
    - ネメシス

  - グラディウスII -GOFERの野望-
    - VULCAN VENTURE（海外版）
    - ネメシスII

  - グラディウスIII -伝説から神話へ-
  - グラディウスIV -復活-
  - グラディウスV
  - グラディウス外伝
  - グラディウスジェネレーション
  - グラディウス2
  - ゴーファーの野望 エピソードII
  - グラディウス ポータブル
  - ソーラーアサルト
    - ソーラーアサルトリバイズド

  - 沙羅曼蛇シリーズ
    - 沙羅曼蛇
      - ライフフォース

    - 沙羅曼蛇2
    - 沙羅曼蛇 ポータブル

  - パロディウスシリーズ
    - パロディウス
    - パロディウスだ! 〜神話からお笑いへ〜
    - 極上パロディウス 〜過去の栄光を求めて〜
    - 実況おしゃべりパロディウス
    - 実況おしゃべりパロディウス ～forever with me～
    - セクシーパロディウス
    - パロディウス ポータブル

  - オトメディウス
- ツインビーシリーズ
  - ツインビー
  - もえろツインビー シナモン博士を救え!
    - STINGER（北米版）

  - ツインビー3 ポコポコ大魔王
  - 出たな!!ツインビー
    - BELLS & WHISTLES（海外版）

  - Pop'nツインビー
  - ツインビーヤッホー! ふしぎの国で大あばれ!!
  - ツインビー ポータブル
- サンダークロスシリーズ
  - サンダークロス
  - サンダークロス2
- スペースマンボウ
- クライシスフォース
- XEXEX
- アクスレイ
- A-JAX
  - TYPHOON（海外版）
- フラックアタック
- トライゴン
- ファイナライザー
- ファルシオン

### ガンシューティングゲーム
- 悪魔城ドラキュラ THE ARCADE
- ヘンリーエクスプローラーズ
- TOTALVICE
- ワールドコンバット
- ウォートラン トルーパーズ
- セイギノヒーロー
- ザ・警察官
- リーサルエンフォーサーズシリーズ
  - リーサルエンフォーサーズ
  - リーサルエンフォーサーズ2 ザ・ウエスタン
- EVIL NIGHT

### ファーストパーソン・シューティングゲーム
- CODED ARMSシリーズ
  - CODED ARMS
  - CODED ARMS ASSAULT
- コール オブ デューティー2
  - コール オブ デューティー2 ビッグレッドワン

### スポーツゲーム
- 野球ゲーム
  - 実況パワフルプロ野球シリーズ
  - パワプロクンポケットシリーズ
  - プロ野球JAPAN2001
  - THE BASEBALL 200X バトルボールパーク宣言シリーズ
  - プロ野球スピリッツシリーズ
  - BASEBALL HEROES
  - 激突ペナントレースシリーズ
  - エキサイティングベースボール
  - がんばれペナントレース
  - 生中継68
  - コナミのベースボール
- サッカーゲーム
  - ウイニングイレブン（eFootball）シリーズ
  - 実況ワールドサッカーシリーズ
  - 実況Jリーグパーフェクトストライカーシリーズ
  - 実況パワフルサッカー
  - エキサイティングサッカー
  - コナミのサッカー
  - サッカーカードゲーム
    - ワールドサッカーコレクション（Jリーグドリームイレブン）
    - ワールドサッカーコレクションS
    - ウイニングイレブン クラブマネージャー
    - eFootabll ウイコレ CAMPION SQUADS
    - Jリーグ クラブチャンピオンシップ
- テニスゲーム
  - コナミックテニス
  - コナミのテニス
- バスケットボールゲーム
  - スーパーバスケットボール
  - NBA パワーダンカーズシリーズ
  - ESPN NBA 2Nightシリーズ
  - NBA IN ZONEシリーズ
  - NBA STARTING FIVEシリーズ
  - NBA実況バスケット ウイニングダンク
  - スラムダンク（同名の漫画作品とは無関係）
  - ダブルドリブル
  - エキサイティングバスケット
- ボクシングゲーム
  - エキサイティングボクシング
  - コナミのボクシング
- プロレスゲーム
  - BATTLE CLIMAXX!
  - ランブルローズ
  - 実況パワープロレスリング'96 マックスボルテージ
- ゴルフゲーム
  - 実況ゴルフマスター2000
  - コナミのゴルフ
  - パワフルゴルフ
  - GOLF CONNECTION
- 大相撲ゲーム
  - 日本相撲協會公認 日本大相撲
  - 日本相撲協會公認 日本大相撲 格闘編
  - 日本相撲協會公認 日本大相撲 激闘本場所編
- 釣りゲーム
  - エキサイティングバスシリーズ
  - MONSTER BASS
  - バス釣りしようぜ! トーナメントは戦略だ!
  - 爆釣 リトリーブマスター
- ビリヤードゲーム
  - ビデオハスラー
  - ザ・ハスラー
  - エキサイティングビリヤード
- 混合競技ゲーム
  - ハイパーオリンピックシリーズ
    - ハイパーオリンピック
    - ハイパーオリンピック イン アトランタ
    - ハイパーオリンピック イン ナガノ
    - ハイパーオリンピック ウィンター2000
    - ハイパーオリンピックシリーズ トラック&フィールドGB

  - ハイパースポーツシリーズ
    - ハイパースポーツ
    - ハイパースポーツスペシャル
    - ハイパースポーツ 2002ウィンター
    - New International ハイパースポーツDS

  - コナミックスポーツシリーズ
    - コナミックスポーツ イン ソウル
    - コナミックスポーツ イン バルセロナ

  - がんばれ！ニッポン！オリンピック2000
  - 筋肉番付シリーズ
    - 筋肉番付 マッスルウォーズ2001
    - 筋肉番付vol.1 俺が最強の男だ
    - 筋肉番付vol.2 新たなる限界への挑戦
    - 筋肉番付vol.3 最強のチャレンジャー誕生！
    - 筋肉番付 ROAD TO SASUKE
    - 筋肉番付ADVANCE 金剛くんの大冒険!
    - 筋肉番付GB 挑戦者はキミ
    - 筋肉番付GB2 目指せ！マッスルチャンピオン
    - 筋肉番付GB3 新世紀サバイバル列伝
- マッスルちゃんぴよん 〜筋肉島の決戦〜
- Xゲームズゲーム
  - Xゲームス スケートボーディング
  - ESPN winter Xgames Snowboarding
  - EVOLUTION SKATEBOARDING
- ディズニースポーツシリーズ
  - ディズニースポーツ：サッカー
  - ディズニースポーツ：バスケットボール
  - ディズニースポーツ：スケートボーディング
  - ディズニースポーツ：アメリカンフットボール
- その他
  - コナミのピンポン
  - コナミックアイスホッケー
  - モトクロスマニアックス
  - エスケープキッズ
  - クロスボード７

### アドベンチャーゲーム
- スナッチャー
- ポリスノーツ
- ときめきメモリアルドラマシリーズ
  - 虹色の青春
  - 彩のラブソング
  - 旅立ちの詩
- ときめきメモリアル2 Substories
  - Dancing Summer Vacation
  - Leaping School Festival
  - Memories Ringing On
- かってに桃天使シリーズ
- タイムホロウ 奪われた過去を求めて
- おおかみかくし
- 選挙炎説

### アクションアドベンチャーゲーム
- がんばれゴエモンシリーズ
  - がんばれゴエモン3 獅子重禄兵衛のからくり卍固め
  - がんばれゴエモン〜ネオ桃山幕府のおどり〜
  - がんばれゴエモン〜来るなら恋! 綾繁一家の黒い影〜
- サバイバルキッズシリーズ
  - サバイバルキッズ 孤島の冒険者
  - サバイバルキッズ2 脱出!!双子島!
  - サバイバルキッズ -LOST in BLUE-
  - サバイバルキッズ -LOST in BLUE 2-
  - サバイバルキッズ 小さな島の大きな秘密!?
- 戦慄のストラタス

### パズルゲーム
- 対戦ぱずるだまシリーズ
  - 対戦ぱずるだま
    - ツヨシしっかりしなさい対戦ぱずるだま
    - ツインビー対戦ぱずるだま
    - ちびまる子ちゃん対戦ぱずるだま
    - 進め!対戦ぱずるだま

  - ときめきメモリアル対戦ぱずるだまシリーズ
    - ときめきメモリアル対戦ぱずるだま
    - ときめきメモリアル2対戦ぱずるだま
- 対戦とっかえだまシリーズ
  - ときめきメモリアル対戦とっかえだま
- ガッタンゴットン
- クォース
- キューブリック
- テクノビービー

### クイズゲーム
- ときめきメモリアルシリーズ
  - ときめきの放課後 ねっ☆クイズしよ
- クイズマジックアカデミーシリーズ 
  - クイズマジックアカデミー
  - クイズマジックアカデミーII
  - クイズマジックアカデミーIII
  - クイズマジックアカデミーIV
  - クイズマジックアカデミーV
  - クイズマジックアカデミーVI
  - クイズマジックアカデミーVII
  - クイズマジックアカデミーVIII
  - クイズマジックアカデミーDS
  - クイズマジックアカデミーDS〜二つの時空石〜
- なぞなぞ&クイズ一答入魂Qメイト!

### 戦略シミュレーションゲーム
- 天と地と
- パロウォーズ
- ヴァンダルハーツ〜失われた古代文明〜
- RING of RED
- Twelve〜戦国封神伝〜
- Z.O.E 2173 TESTAMENT

### 経営・育成シミュレーションゲーム
- メルティランサーシリーズ
- ステイブルスターシリーズ
  - 実況競馬シミュレーション ステイブルスター〜厩舎物語〜
  - 実況GIステイブル
- ブリーディングスタッドシリーズ
  - ブリーディングスタッド〜牧場で逢いましょう〜
  - ブリーディングスタッド2
  - ブリーディングスタッド'99
- 日本相撲協會公認 日本大相撲
- 株式売買トレーナー カブトレ!

### 恋愛シミュレーションゲーム
- ラブプラスシリーズ
  - ラブプラス
  - ラブプラス+
  - NEWラブプラス
  - NEWラブプラス+
- ときめきメモリアルシリーズ
  - ときめきメモリアル
  - ときめきメモリアル 〜forever with you〜
  - ときめきメモリアル2
  - ときめきメモリアル3 〜約束のあの場所で〜
  - ときめきメモリアル4
- Girl's Sideシリーズ
  - ときめきメモリアル Girl's Side
  - ときめきメモリアル Girl's Side 1st Love
  - ときめきメモリアル Girl's Side 2nd Kiss
  - ときめきメモリアル Girl's Side 3rd Story
  - ときめきレストラン☆☆☆
- みつめてナイトシリーズ
  - みつめてナイトR 大冒険編
- あいたくて… 〜your smiles in my heart〜
- マイネリーベシリーズ
  - 耽美夢想マイネリーベ
  - マイネリーベ～ 優美なる記憶～

### 脳ゲー
- NOVAうさぎのゲームde留学!?
- 脳開発研究所 クルクルラボ

### 音楽ゲーム
- BEMANIシリーズ
  - beatmania
    - beatmania IIDX
    - beatmania III

  - DanceDanceRevolution
    - DanceDanceRevolution Solo

  - pop'n music
    - pop'n stage

  - GUITARFREAKS&drummania・ギタドラ
    - GUITARFREAKS
    - drummania

  - KEYBOARDMANIA
  - ParaParaParadise
  - Dance Maniax
  - MAMBO A GO GO
  - Toy'sMarch
  - DANCE 86.4 FUNKY RADIO STATION
  - jubeat
  - REFLEC BEAT ～悠久のリフレシア～
  - SOUND VOLTEX
  - ミライダガッキ
  - BeatStream
  - MÚSECA
- MARTIAL BEAT
- beat gather
- ときめきアイドル
- ポラリスコード

### ホラーゲーム
- サイレントヒルシリーズ

### レースゲーム
- GTI CLUBシリーズ
- ワインディングヒート
- レーシングジャムシリーズ
- スリルドライブシリーズ
- フラットアウトシリーズ ※第3作目の“FlatOut: Ultimate Carnage”の日本版は別会社（ラッセルゲームズ）からリリースされた。
  - レーシングゲーム「注意!!!!」（原題、FLATOUT）
  - FLATOUT 2 GTR（GTR=“がんばれ! とびだせ! レーシング!!”の略）
- ロードファイター、RF2、ロードファイターズ
- コナミ ワイワイレーシング アドバンス
- WECル・マン24
- シティーボンバー
- チェッカーフラグ
- ハイパークラッシュ
- エンスージア プロフェッショナル レーシング
- レーサーミニ四駆ジャパンカップ
- アスファルト3D ニトロレーシング、アスファルト:インジェクション

### メダルゲーム
- GI CLASSICシリーズ
  - GI CLASSIC EX
- GI LEADING SIRE
- GI WINNING SIRE
- GI TURFWILD
- GI-HORSEPARK
- ハイパーケイリン
- Trio de Bingo
- Bingo Stage
- BINGO BOOMER
- OVAL ARENA
- PRECIOUS PARTY
- モンスターゲートシリーズ
- Fantasic Feverシリーズ
- フォーチュンオーブシリーズ
  - FORTUNE TRINITY
- ウイングファンタジアシリーズ
  - アラビアンクリスタル
- スピンフィーバー
- GRAND CROSSシリーズ
- VenusFountain
- エルドラクラウンシリーズ
- ラブプラス_MEDAL_Happy_Daily_Life

### テーブルゲーム
- 麻雀格闘倶楽部シリーズ
- 永世名人シリーズ
- 麻雀やろうぜ!
- 麻雀やろうぜ!2
- 真・麻雀
- 麻雀MASTER
- なかよし麻雀 かぶリーチ

### パーティーゲーム
- ビシバシチャンプシリーズ

### ボードゲーム
- グリントグリッター
- 高気圧ボーイ
- 所さんの大富豪
- 桃太郎電鉄 〜昭和 平成 令和も定番!〜

### オンラインゲーム
下記の製品は、サービスを終了している。
- ラブプラス EVERY
- ときめきメモリアルONLINE
- メタルギアオンライン
- 遊☆戯☆王ONLINE
- 武装神姫BATTLE RONDO
- ときめきレストラン☆☆☆
- ときめきアイドル

#### ソーシャルゲーム
- ラブプラス i
- ラブプラスコレクション
- ドラゴンコレクション
- 戦国コレクション[1]
- 秘書コレクション

### フライトシミュレーションゲーム
- エアフォースデルタシリーズ

### コミュニケーションゲーム
- とんがりボウシと魔法の365にち

### レーザーディスクゲーム
- バッドランズ
- マックスマイル（未発売）

### オムニバス作品
- コナミGBコレクション
- コナミアンティークスMSXコレクション
- コナミ80'sアーケードギャラリー
- コナミアーケードゲームコレクション
- コナミ アーケード コレクション

### 漫画・アニメ・特撮のゲーム化作品
- アイシールド21
- あしたのジョー
- アニマニアックス
- アニマル横町
- 一撃殺虫!!ホイホイさん
- ウォレスとグルミット
- X-MEN
- おとぎ銃士赤ずきん
- カッパの飼い方
- GANTZ
- キャプテン翼
- 仰天人間バトシーラー
- 恐怖新聞
- きらりん☆レボリューション
- グーニーズシリーズ
- クローズ x WORST シリーズ
- ゲゲゲの鬼太郎
- GetBackers-奪還屋-
- Get Ride! アムドライバー
- 幻星神ジャスティライザー
- 極上生徒会
- 極上!!めちゃモテ委員長
- コロッケ!
- 最終兵器彼女
- サイボーグクロちゃん
- サンデー×マガジンシリーズ
  - サンデーVSマガジン 集結!頂上大決戦
  - サンデー×マガジン 熱闘!ドリームナイン
  - サンデー&マガジン WHITE COMIC
- じゃりン子チエ
- 十二国記
- しゅごキャラ!
- 絶対可憐チルドレン
- タイニー・トゥーンズ
- 超GALS!寿蘭
- 探偵学園Q
- D.Gray-man
- T.M.N.T.シリーズ
  - 激亀忍者伝
  - T.M.N.T. 〜スーパー亀忍者〜
  - ティーンエージ ミュータント ニンジャ タートルズ (ゲームボーイ)
  - ティーンエージ ミュータント ニンジャ タートルズ2 ザ マンハッタン プロジェクト
  - ティーンエージ ミュータント ニンジャ タートルズ タートルズ イン タイム
  - ティーンエージ ミュータント ニンジャ タートルズ トーナメントファイターズ
  - Teenage Mutant Ninja Turtles: The Cowabunga Collection
  - Teenage Mutant Ninja Turtles 3: Mutant Nightmare
- DEAR BOYS
- DEATH NOTE
- テニスの王子様
- 天元突破グレンラガン
- NANA
- ニセコイ
- 花さか天使テンテンくん
- ハヤテのごとく!
- HUNTER×HUNTER
- ヒカルの碁
- ぴちぴちピッチ
- 100%パスカル先生
- ピューと吹く!ジャガー
- FAIRY TAIL
- ペンギンの問題
- ホイッスル!
- 魔法先生ネギま!
- まほろまてぃっく
- 魍魎戦記MADARA
- メルヘヴン
- 遊☆戯☆王
- 夢色パティシエール
- ラブひな
- RAVE (漫画)
- 烈火の炎
- わがまま☆フェアリー ミルモでポン!

## おもちゃ・ホビー商品

### トレーディングカードゲーム
- 遊☆戯☆王オフィシャルカードゲーム
- 遊☆戯☆王ラッシュデュエル
- ボボボーボ・ボーボボシリーズ
- ベルセルク (漫画)
- メルヘヴン
- パワフルプロ野球カードゲーム
- パワフルメジャーリーグカードゲーム
- D.Gray-man
- テニスの王子様
- シャーマンキング 超・占事略決
- ハヤテのごとく!
- ヒカルの碁 棋聖降臨
- 絶対可憐チルドレン

### トレーディングカード
- DEATH NOTEトレーディングカード

### キャラクター玩具
- 超星神シリーズ
- ナックルライザー
- ファルコンボウ
- ホロスナイパー
- ファルコンボウ　アケロン大星獣セット
- インローダーグレン
- インローダーカゲリ
- インローダーガント
- グレンソード
- カグリストライカー
- ガントスラッガー
- トイザらス限定ライザーグレン完全装着セット
- トイザらス限定ライザーガント完全装着セット
- ジャスティアームズ
- ナックルクロス
- セイザーパッド
- ライオブレイカー
- イーグル&ビートル必殺武器セット
- シャークナックル
- コマンドパッド
- シャークバッシュ
- おしえて!カプセイザーG2
- ライオセイザーなりキッズセット
- トイザらス限定ライオセイザー完全装着セット
- コスモカプセルセット

- Get Ride! アムドライバー　アムジャケット/バイザー/拡張武器シリーズ
- おとぎ銃士 赤ずきん
- 絶体絶命でんぢゃらすじーさん
- フィギュメイトシリーズ
  - メカ娘
- トロイマー（ガーコ、ケロタンなどを展開するバラエティグッズ専門ブランド）
- 武装神姫
- 天元突破グレンラガン
- ビーストシューター

### 食玩
- 絶版名車コレクション
- Car of the 80's
- 国産車名鑑
- 陸上自衛隊装備大全
- 超人ヒーロー伝説

### その他
- ジグソーパズル
- MICROiRシリーズ
  - コンバットデジQ
  - デジQトレイン
- ドラゴンキューブ

## アニメ・映像作品
ソニー・ミュージックディストリビューションに販売を委託
- Get Ride! アムドライバー
- ドラゴノーツ -ザ・レゾナンス-
- 天元突破グレンラガン（アニプレックスと共同制作）

ジェネオンエンタテインメントに販売を委託
- Saint October（エンディング収録の福井裕佳梨・小林ゆう両名のアルバムのみソニー・ミュージックディストリビューションが販売委託）

キングレコードに販売を委託
- 極上生徒会
- 鋼鉄三国志

ジェネオンエンタテインメント及びソニー・ミュージックディストリビューションに販売を委託
- スカイガールズ（ムービックと共同制作）

ジェネオンエンタテインメント及びキングレコードに販売を委託
- おとぎ銃士 赤ずきん

キングレコード及びビクターエンタテインメントに販売を委託
- ときめきメモリアル Only Love

ポニーキャニオンに販売を委託
- BLUE DRAGON

## 音楽事業
- コナミレーベル
- beatnationレーベル

## インターネット関連事業
- コナミスタイル

## 書籍
- Jリーグオフィシャル書籍（2007年より2010年）
  - なお、コナミがJリーグ公式スポンサーであるため、2004年と2005年はコナミの書籍事業を扱った子会社「コナミメディアエンタテインメント」から発売していたが、その後2006年だけは会社統合でコナミ本体から発行されていた。2007年に書籍事業を当社に委譲（再分社化）してからは当社から発行していた。2011年から朝日新聞出版に版権移行。

## その他
- PCエンジン mini